# Bảo tàng Vùng Czarnków
Bảo tàng Vùng Czarnków (tiếng Ba Lan: Muzeum Ziemi Czarnkowskiej) là một bảo tàng lịch sử, khảo cổ và dân tộc học. Bảo tàng tọa lạc trong tòa nhà trước đây là một trường Phổ được xây dựng từ cuối thế kỷ 19 tại số 32 Phố Wroniecka, Czarnków, Ba Lan.

## Lược sử hình thành
Việc thu thập bộ sưu tập cho Bảo tàng bắt đầu từ giai đoạn giữa hai cuộc chiến tranh. Ban đầu, Bảo tàng dự định được đặt tên là Bảo tàng Nadnoteckie, nhưng do Chiến tranh thế giới thứ hai bùng nổ, Bảo tàng chưa được thành lập. Sau chiến tranh, Giám đốc Thư viện Công cộng Thành phố tái triển khai việc thu thập bộ sưu tập cho Bảo tàng. Tuy nhiên, ý tưởng thành lập Bảo tàng vẫn không được tiếp tục mãi đến năm 1994. Cuối cùng, Bảo tàng Vùng Czarnków chính thức mở cửa cho công chúng vào ngày 10 tháng 6 năm 1998.

## Triển lãm
Các bộ sưu tập của Bảo tàng Vùng Czarnków gồm ba nội dung chính:
- khảo cổ học (những món đồ cổ nhất có niên đại từ nửa sau thế kỷ 1)
- dân tộc học (vật dụng nông thôn từ đầu thế kỷ 19 và thế kỷ 20)
- nghệ thuật và lịch sử (hiện vật, kỷ vật và tài liệu lưu trữ liên quan đến Czarnków).

Trong Bảo tàng Vùng Czarnków có một cuộc triển lãm thường trực mang tên "Từ lịch sử của Czarnków". Ngoài ra, tại Bảo tàng còn tổ chức các cuộc triển lãm tạm thời đi kèm với các cuộc gặp gỡ tác giả và hội thảo.